# 圣洛朗德拉普莱讷
圣洛朗德拉普莱讷（法語：Saint-Laurent-de-la-Plaine，法語發音：[sɛ̃ loʁɑ̃ də la plɛn] ⓘ）是法国曼恩-卢瓦尔省的一个旧市镇，属于绍莱区。2015年12月15日，圣洛朗德拉普莱讷和相邻的10个市镇合并为新市镇卢瓦尔河畔莫日（Mauges-sur-Loire）。

## 地理
圣洛朗德拉普莱讷（47°19'2"N, 0°48'15"W）面积18.44 平方千米，位于法国卢瓦尔河地区大区曼恩-卢瓦尔省，该省份为法国西部内陆省份，大致对应安茹地区，北起顺时针与马耶讷省、萨尔特省、安德尔-卢瓦尔省、维埃纳省、德塞夫勒省、旺代省、大西洋卢瓦尔省和伊勒-维莱讷省接壤。
与圣洛朗德拉普莱讷接壤的市镇（或旧市镇、城区）包括：莫日新堡、卢瓦尔河畔沙洛讷、莱永河畔绍德丰、拉瑞默利耶尔、莫日地区讷维、卢瓦尔河畔莫日、圣克里斯蒂娜、拉波姆赖。

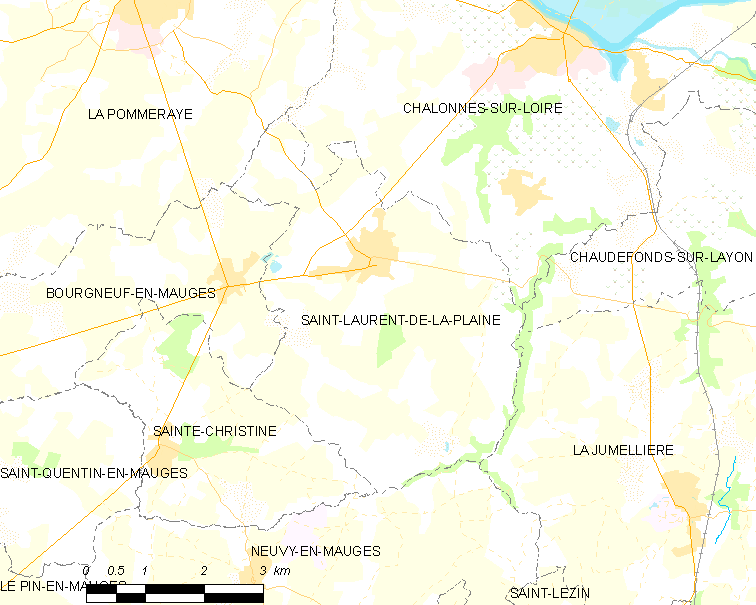
圣洛朗德拉普莱讷的OSM定位图

圣洛朗德拉普莱讷的时区为UTC+01:00、UTC+02:00（夏令时）。

## 行政
圣洛朗德拉普莱讷的邮政编码为49290，INSEE市镇编码为49295。

## 政治
圣洛朗德拉普莱讷所属的省级选区为卢瓦尔河畔莫日县。

## 人口

1962-2008年间圣洛朗德拉普莱讷人口变化图示

圣洛朗德拉普莱讷于2018年1月1日时的人口数量为1606人。